# الكنيسة الكاثوليكية وعصر الاستكشاف

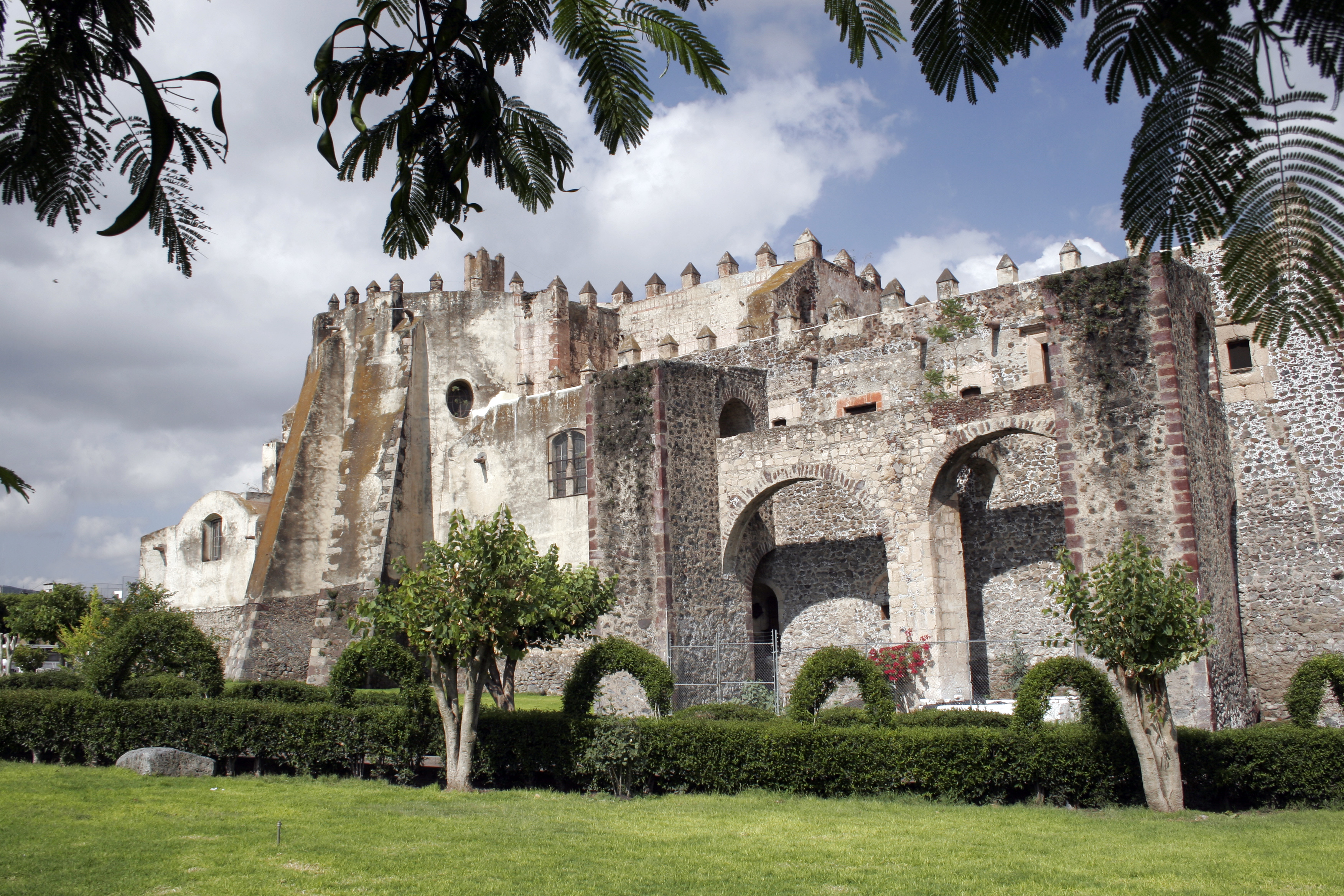
دير القديس أوغسطينوس؛ والذي كان مركزًا للبعثات التبشيرية في المكسيك عام 1550.

بذلت الكنيسة الكاثوليكية أو الكَثُلِيَّة خلال عصر الاستكشاف جهدًا كبيرًا لنشر المسيحية في العالم الجديد وتحويل الهنود الحمر وغيرهم من السكان الأصليين للمسيحية. وكانت الجهود الإنجيلية جزءًا كبيرًا من مبررات الفتوحات العسكرية من قبل الدول الأوروبية مثل إسبانيا وفرنسا والبرتغال. دخلت البعثات المسيحية جنبًا إلى جنب مع الجهود الإستعمارية للدول الكاثوليكية. عمل في الأمريكتين وغيرها من المستعمرات في آسيا وأفريقيا، العديد من الجماعات الدينية مثل الفرنسيسكان، والدومنيكان، والأوغسطينيون واليسوعيون. في المكسيك عُرف التبشير المنظم في وقت مبكر من قبل هذه البعثات باسم «الفتح الروحي المكسيك».
بالرغم من تقلص اعداد السكان الأصليين لأمريكا الوسطى وأمريكا الجنوبية، بشكل كبير نتيجة لفقر مناعتهم للأمراض التي جلبها المستعمرون، إلا أن البابا بيوس الثالث كان قد دعا بالمنشور البابوي ”الله الأسمى“ سنة 1537 إلى احترام السكان الأصليين وحقوقهم معلنًا أنهم بشر، على عكس ما كان سائدًا من اعتقاد، ودعا إلى الاهتمام بدعوتهم لاعتناق المسيحية. أصدر العديد من الباباوات أبرزهم بولس الثالث منشورات بابوية تدين إساءة معاملة الأمريكيين الأصليين المستعبدين، إلا أنها قد تجوهلت. وفي عام 1839 ندد البابا غريغوري السادس عشر جميع اشكال الرق. لقد عرف عن الجيش الأسباني بالقسوة في تعامله مع السكان الاصليين في اميركا اللاتينية، مما جعل المبشرين الكاثوليك يعملون لمكافحة قوانين استعباد الهنود الحمر. ولعب عدد من الرهبان أدوارًا مهمة في الدفاع عن حقوق العبيد والسكان الأصليين وأدت جهودهم في الدفاع عن حقوق العبيد إلى نقاش حول طبيعة حقوق الإنسان في الفكر الغربي، وولادة القانون الدولي المعاصر. فمثلا بارتولومي دي لاس كاساس كانت له مساعي حثيثة لرفع الظلم الذي وقع على السكان الأصليين بعد الغزو الإسباني، وكذلك تصدى الراهب فرانشيسكو دي فيريتا لقوانين العبودية وللانتهاكات التي ارتكبتها السلطات الأسبانية ضد الهنود الحمر.

## خلفية
في عام 1341، انطلقت رحلة استكشافية مكونة من ثلاث سفن برعاية الملك أفونسو الرابع ملك البرتغال، من لشبونة إلى جزر الكناري. قضت البعثة خمسة أشهر في رسم خرائط الجزر. أصبحت هذه الرحلة الاستكشافية أساس المطالبات البرتغالية بالجزر.
في عام 1344، اقترح النبيل القشتالي الفرنسي لويس دي لا سيردا (أميرال فرنسي كونت كليرمون)، والسفير الفرنسي لدى البلاط البابوي في أفينيون، على البابا كليمنت السادس، احتلال الجزر وتحويل السكان الأصليين إلى المسيحية. في نوفمبر 1344، أصدر كليمنت السادس أمر رسمي بابوي منح فيه لويس دي لا سيردا لقب «أمير فورتونا». وحثّ كليمنت ملوك البرتغال وقشتالة على تقديم المساعدة لبعثة سيردا. احتج الملك البرتغالي أفونسو الرابع على ذلك على الفور، واحتج معه ألفونسو الحادي عشر ملك قشتالة. تأخرت الاستعدادات ولم تبدأ أي رحلة استكشافية قبل وفاة سيردا عام 1348.
أدت غارات وهجمات حروب الاسترداد إلى خلق أسرى من كلا الجانبين، إما من أجل الفدية أو ليبيعوهم كعبيد. أثناء حروب السلالات في سبعينيات القرن التاسع عشر، بين البرتغال وقشتالة، صنع القراصنة البرتغاليون والقشتاليون من جزر الكناري مأوى لهم.
في عام 1415، استولى البرتغاليون على مدينة سبتة واستمروا في توسيع سيطرتهم على طول الساحل المغربي. كانت المشاريع البرتغالية تهدف إلى التنافس مع القوافل الإسلامية المتجهة إلى الصحراء، والتي احتكرت الذهب والعاج في غرب إفريقيا. في عام 1418 بدأ البرتغاليون بالاستيطان في جزر ماديرا، في البداية استفادوا من خشبهم ثم من قصب السكر لديهم. بحلول عام 1427 وصلوا إلى جزر الأزور. واصلت البرتغال وإسبانيا النزاع حول السيطرة على جزر الكناري.

## عصر الاستكشاف

### الأمر الرسمي البابوي كرييتورز أومنيوم
بدأ الغزو القشتالي للجزر في عام 1402، مع بعثة جان دي بيثينكور وجاديفر دي لاسال، بتكليف من هنري الثالث ملك قشتالة. ضمت البعثة اثنين من الرهبان الفرنسيسكان. احتلوا لانزاروت، ثم فويرتيفنتورا وإل هييرو، وأنشئت أسقفية جزر الكناري.
في عام 1434، حاول الأمير هنري من البرتغال غزو غران كناريا. عندما صدهم الغوانش (السكان البربر الأصليون للجزر)، نهبت البعثة بعد ذلك البعثات القشتالية في لانزاروت وفويرتيفنتورا. قدم على إثر ذلك فرناندو كالفيتوس (الأسقف القشتالي لمارسيال ديل روبيكون في لانزاروت) شكوى بدعم من رئيس أساقفة إشبيلية، وأبلغ كالفيتوس البابا عن أعمال النهب التي قام بها «القراصنة» البرتغاليون. أصدر البابا يوجين الرابع أمرين رسميين بابويين هما ريجيميني غريغيس في 29 سبتمبر 1434، وكرييتور أومنيوم في 17 ديسمبر 1434، يمنعان أي غارات أخرى على جزر الكناري وأمر بالإعتاق الفوري لجميع المتحولين إلى المسيحية الذين استُعبدوا أثناء الهجوم.
كان إصدار أمر كرييتور أومنيوم ردًا على عمليات النهب البرتغالية على المستوطنات القشتالية في جزر الكناري، أصدر البابا يوجين في الشهر التالي أمر سيكوت دودوم الأشمل، مشيرًا إلى أنه لم يُعفِ تجار العبيد القشتاليين، ويطلب فيه تحرير سكان جزر الكناري المستعبدين خلال خمسة عشر يومًا من نشر الأمر الرسمي، وعقوبة من يخالف ذلك هي الحرمان الكنسي.

### الأمر الرسمي البابوي دوم دايفرساس
وفقًا لستانلي جي باين: «كان التوسع الديني متشابكًا بشكل لا يمكن أن نفصله عن المجد العسكري والربح الاقتصادي. ولهذا السبب، من غير المنطقي أن نسأل، ما إذا كان حافز الرواد البرتغاليين والغزاة القشتاليين هو الجشع أو الحماسة الدينية، في الأيديولوجية التوسعية الصليبية من أصل لاتيني، كان الحافز هو الاثنين».
عندما شكل الإسلام تهديدًا عسكريًا خطيرًا لإيطاليا وأوروبا الوسطى خلال منتصف القرن الخامس عشر، حاول البابا نيكولاس الخامس توحيد المسيحية ضدهم لكنه فشل. ثم منح البرتغال الحق في إخضاع وحتى استعباد المسلمين والوثنيين وغيرهم من الكفار في الأمر البابوي دوم دايفرساس لعام 1452. شهد العام التالي سقوط القسطنطينية في يد الغزاة المسلمين. بعد عدة عقود، نشر المستعمرون والمبشرون الأوروبيون الكاثوليكية في الأمريكتين وآسيا وأفريقيا وأوقيانوسيا. منح البابا ألكسندر السادس حقوقًا استعمارية على معظم الأراضي المكتشفة حديثًا لإسبانيا والبرتغال. في ظل نظام الرعاية (باتروناتو)، كانت سلطات الدولة، وليس الفاتيكان، هي التي تسيطر على جميع التعيينات الكتابية في المستعمرات الجديدة. وهكذا، منح الأمر البابوي رومانوس بونتيفيكس عام 1455 البرتغاليين جميع الأراضي الواقعة خلف رأس بوجادور.
في وقت لاحق، منح الأمر البابوي إيترني ريجيس لعام 1481 جميع الأراضي الواقعة جنوب جزر الكناري إلى البرتغال، بينما في مايو 1493 أصدر البابا ألكسندر السادس إسباني الأصل الأمر البابوي إنتر كيتيرا الذي ينص على أن جميع الأراضي الواقعة غرب خط الطول 100 والتي تقع غرب الرأس الأخضر تنتمي إلى إسبانيا بينما تنتمي الأراضي الجديدة المكتشفة شرق هذا الخط إلى البرتغال. قدم الأمر البابوي الآخر دودوم سيكويديم المزيد من التنازلات لإسبانيا، ثم عُدّلت ترتيبات البابا بموجب معاهدة تورديسيلاس لعام 1494 التي تفاوض خلالها كل من إسبانيا والبرتغال.
بعد اكتشاف الأمريكتين، بدأ العديد من رجال الدين الذين أرسلوا إلى العالم الجديد بانتقاد إسبانيا ومعاملة الكنيسة للشعوب الأصلية. في ديسمبر 1511، وبّخ الراهب الدومينيكاني أنطونيو دي مونتيسينوس الحكام الإسبان لهيسبانيولا على «قسوتهم واستبدادهم» في تعاملهم مع السكان الأصليين. سنّ الملك فرديناند قوانين بورغوس وفالادوليد ردًا على ذلك. ومع ذلك، تساهل الإسبان في تنفيذهم لها، واتخذت القوانين الجديدة لعام 1542 خطًا أقوى. تسبب هذا في ثورة بين المستعمرين الإسبان، مما خفف من تأثير القوانين. يلقي بعض المؤرخين باللوم على الكنيسة لأنها لم تفعل ما يكفي لتحرير الهنود. ويشير آخرون إلى الكنيسة على انها الصوت الوحيد الذي رُفع نيابة عن الشعوب الأصلية. أدت هذه القضية إلى أزمة ضمير في إسبانيا في القرن السادس عشر. أدت أعمال الكتاب الكاثوليك مثل بارتولومي دي لاس كاساس وفرانسيسكو دي فيتوريا إلى نقاش حول طبيعة حقوق الإنسان وولادة القانون الدولي الحديث. (في غضون ذلك، بلغت ردود الفعل الفرنسية والإنجليزية والهولندية ضد الاحتكارات البحرية الممنوحة للبرتغال وإسبانيا ذروتها في عمل هوغو غروتيوس الذي يوضح مبدأ حرية البحار).

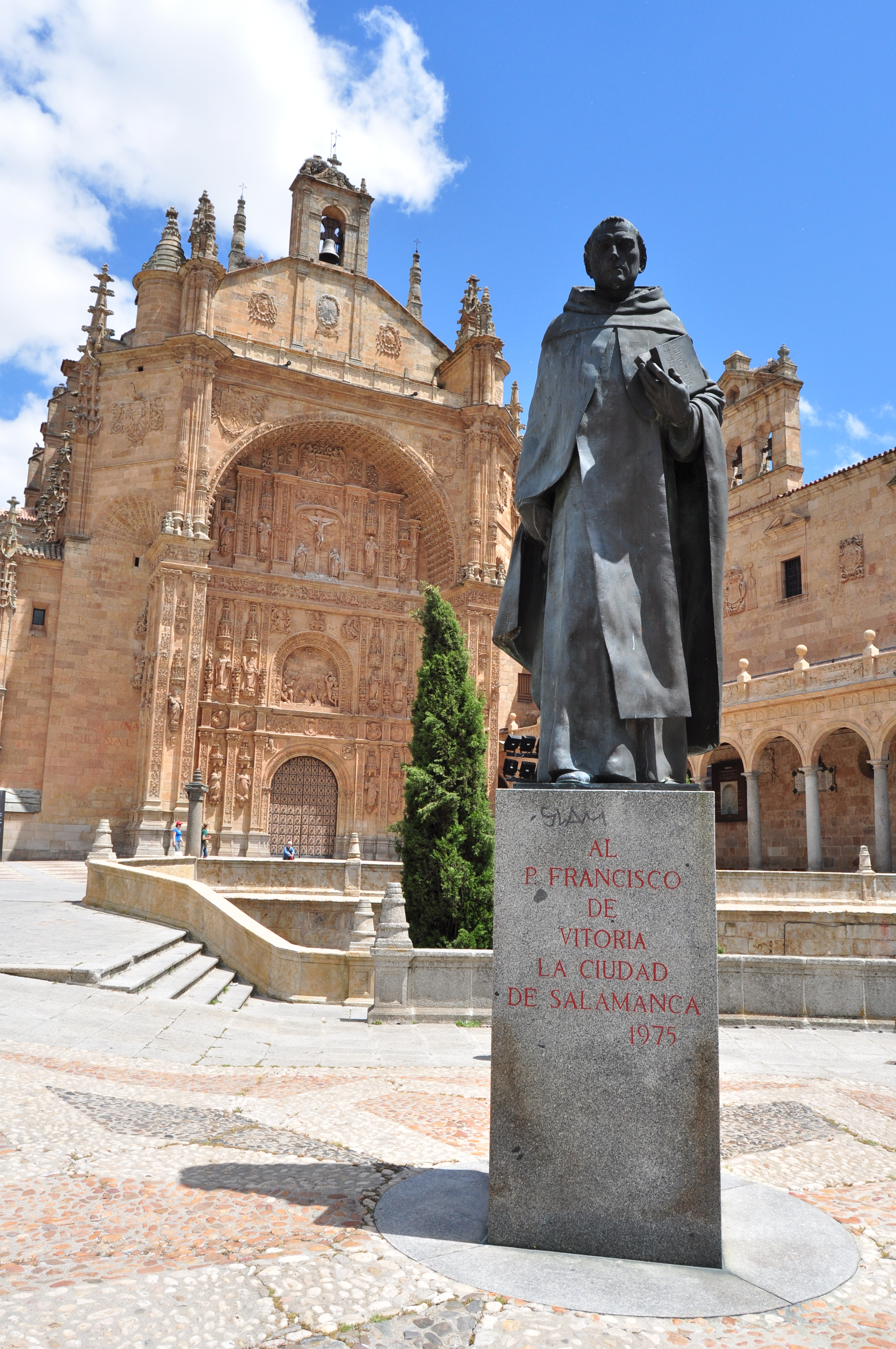
تمثال فرانثيسكو دي فيتوريا أمام كنيسة سان إستبان في سلمنكا.

في عام 1524، وصل المبشرون الفرنسيسكان المعروفون باسم الرسل الإثني عشر للمكسيك إلى ما يُعرف بإسبانيا الجديدة، وتبعهم الدومينيكان في عام 1526، ثم الأوغسطينيين في عام 1533. وعملوا بجد على تحويل ديانة الهنود إلى المسيحية، وعلى توفير الرفاهية لهم من خلال إنشاء المدارس والمستشفيات. وبسبب تساؤل بعض الناس عما إذا كان الهنود حقًا رجالًا يستحقون المعمودية، أكد البابا بولس الثالث في المرسوم البابوي فيريتاس إبسا أو سوبليميس ديوس (لعام 1537) أن الهنود رجال يستحقونها. بعد ذلك، ازدادت عمليات التحويل.

### مدرسة سالامانكا
جادلت مدرسة سالامانكا، التي جمعت علماء دين مثل الدومينيكان فرانثيسكو دي فيتوريا (1480-1546)، والذي اشتهر بأفكاره وإسهاماته المميزة في القانون الدولي والاقتصاد الأخلاقي على أساس الفكر الإنساني في الواقعية الأرسطوية، ولاحقًا اللاهوتيين، مثل اليسوعي فرانشيسكو سواريز (1548-1617) الذي كان له أثر كبير، لصالح حقوق الشعوب الأصلية. على سبيل المثال، اعتقد هؤلاء اللاهوتيون أنه من غير الشرعي قهر الشعوب الأخرى لأسباب دينية، أو حتى فرض تعميد الرعايا غير المسيحيين. وقد كانت وجهات نظرهم حول غير المؤمنين موجودة مسبقًا من خلال مناقشات القرون الوسطى لموضوعات اليهود والمسلمين مع الأمراء المسيحيين. على الرغم من أن هذا الرأي لم يكن سائدًا دائمًا، لكنه كان رأيًا تقليديًا في الدومينيكان والتومست، وعكست ممارسات العصور القديمة المتأخرة وأوائل العصور الوسطى. ومع ذلك، في حين أن هؤلاء اللاهوتيين حصروا سلطات تشارلز الخامس الإمبريالية على الشعوب المستعمرة، فقد ذكروا أيضًا بعض الأسباب المشروعة للغزو. على سبيل المثال، من وجهة نظرهم، قد تكون الحرب مبررة إذا رفض السكان الأصليون العبور والتجارة الحرة إلى الأوروبيين، وإذا أجبروا المتحولين على العودة إلى عبادة الأصنام، وإذا كان هناك عدد كافٍ من المسيحيين في الأرض المكتشفة حديثًا والذين يرغبون في الحصول على حكومة مسيحية من البابا، وإذا كان السكان الأصليون يفتقرون إلى القوانين العادلة والقضاة والتقنيات الزراعية وما إلى ذلك. على أي حال، وحذّر سواريز أن اللقب المأخوذ وفقًا لهذا المبدأ يجب أن يُمارس مع الصدقة المسيحية، ولمصلحة الهنود. شرّع اللاهوتيون الأكثر تقليدية الغزو مع الحدّ من السلطة المطلقة للملك في نفس الوقت والتي كانت مرغوبة في أجزاء أخرى من أوروبا تحت المفهوم النامي للحق الإلهي للملوك.